# Друге велике пробудження

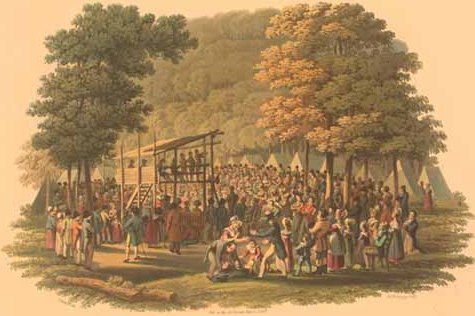
Методистські табірні збори у 1819 році.

Друге велике пробудження (англ. Second Great Awakening) — це протестантський релігійний рівайвелізм, тобто рух за відродження духовного життя, початку XIX століття у США. Цей рух розпочався близько 1790 року, оформився близько 1800, а після 1820 року почалося стрімке зростання прибічників у конгрегаціях баптистів та методистів, чиї служителі переважно очолювали рух. Пік руху припав на 1850-ті роки. Друге велике пробудження пов'язане з романтизмом і характеризується ентузіазмом, емоційністю і захопленням надприродним. Рух рішуче відкидав скептичний раціоналізм та деїзм доби Просвітництва.
Рівайвелізм охопив мільйони нових прибічників з-поміж існуючих євангелічних деномінацій і призвів до формування нових деномінацій. Багато навернених вірили, що Пробудження знаменує початок останнього тисячоліття перед приходом Христа (хіліазм). Друге велике пробудження стимулювало встановлення багатьох реформаційних рухів, що мали за мету виправити суспільне зло перед очікуваним Другим пришестям.
Історики назвали Друге велике пробудження у зв'язку з Першим великим пробудженням (1730–1740-ві) та Третім великим пробудженням  (кінець 1850-х — початок 1900-х). Ці хвилі релігійного відродження були частиною більших широких романтичних рухів, що ширилися Європою упродовж цього часу, особливо у Англії, Шотландії та Німеччині.

## Поширення відродження

### Передумови
Як і Перше велике пробудження, що трапилося століттям раніше, Друге відбивало романтизм і визначалося ентузіазмом, емоційністю та зверненням до надприродного. Категорично відкидався скептицизм, деїзм та раціоналізм, характерні для Просвітництва. У цей же час схожі рухи ширилися Європою: пієтизм у Німеччині, євангелізм у Англії.
Друге велике пробудження відбилося у кількох подіях і в різних деномінаціях, однак його характер був дуже схожий. Рівайвелістські зібрання та зустрічі були одним із головних способів євангелізації у той період, вони легко долали географічні кордони, тож рух швидко поширився штатами Кентуккі, Теннессі та Огайо. Кожна деномінація мала ресурси, які дозволили їй просунутися до фронтиру. В методистів була ефективна організація, яка трималася на мандрівних служителях, котрих називали «цирковими наїзниками» (circuit riders; бо вони подорожували на конях від громади до громади). Ці пастори могли досягати людей у дуже віддалених районах американського фронтиру. Оскільки вони подорожували зовсім просто, то це допомагало їм отримати привітність із боку фронтирних родин, яких вони прагнули навернути.

### Теологія
У американському протестантизмі домінувала теологія постмілленіалізму, котра стверджувала, що Христос повернеться на землю після «тисячоліття», котре могло розумітися або як буквальні тисячу років або просто як тривалий період миру та радості. Завдання християн вбачалося у тому, щоби очистити суспільство задля підготовки цього повернення. Рух поширився за межі американських кордонів і включив християнський реставраціонізм. Джордж Фредріксон стверджує, що постмілленіальна теологія «була поштовхом для пропаганди прогресивних реформ». Під час Другого великого пробудження у 1830-х деякі вірні очікували початку тисячоліття за кілька років. Однак після 1840-х очікування вже перенеслися у віддалене майбутнє, а постмілленіалізм став просто пасивною частиною поширених прагнень до соціальних реформ, що панували в американському середньому класі того часу. 

### Випалений район
На початку 19 століття західна частина штату Нью-Йорк отримала назву «випалений район» (Burned-over District), оскільки релігійне відродження на цій території привернуло велику увагу і поширилося далі. Термін було введено Чарльзом Фінні, провідним рівайвелістом на цій території. Назва означала, що у районі було запалено вірою таку велику кількість людей, що більше не лишилося кого євангелізувати. З іншого боку, Лінда Прічард, ґрунтуючись на статистичних даних, показує, що цей район у порівнянні з рештою штату демонструє радше типову релігійну поведінку, аніж якусь особливу.

### Південь
На американському фронтирі євангелічні деномінації надсилали місіонерів до поселенців, що призвело до суттєво зростання вірних у методистів та баптистів. Прийоми рівайвелізму ґрунтувалися на табірних зборах, коріння яких лежало у шотландському пресвітеріанстві. Більшість шотландських та ірландських іммігрантів до американської революції осіли у незаселених районах Пенсільванії і вздовж Апалачських гір.

### Захід
У новозаселених фронтирних регіонах відродження відбувалося також через табірні збори. Ці збори часто бували першою зустріччю багатьох поселенців із організованою релігією, і вони були важливими соціальними подіями. У таборах впродовж кількох днів відбувалися богослужіння за участю проповідників. Поселенці у слабозаселених регіонах збиралися на ці збори не тільки заради богослужінь, а й заради товариства. Із цими подіями асоціювалася щира радість натовпу із сотень, а то і тисяч людей, які щось вигукували, співали й танцювали. Рівайвелізм мав велику емоційну силу із наголосом на особистих гріхах й необхідності повернутися до Христа та цілковито оновитися задля особистого спасіння. Після повернення додому багато навернених утворювали свої невеличкі місцеві церкви, які швидко зростали. Багато американців із кальвіністських громад наголошували на людській нездатності самотужки спастися, і на тому, що єдиний шлях до спасіння пролягає через милосердя Бога.
Друге велике пробудження позначає суттєвий релігійний поворот в американському суспільстві.

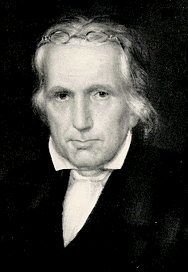
Томас Кемпбелл

«Відродження 1800 року», що мало місце у Лоґан-каунті, штат Кентуккі, почалося як традиційні пресвітеріанські збори для служіння. Перші неформальні табірні збори відбулися тут у червні, біля ред-ріверського дому для зібрань. Схожі зібрання відбулися у сусідніх конгрегаціях, всі під керівництвом Джеймса МакҐріді. Через рік ще більші збори для служіння відбулися у Кейн-Рідж, штат Кентукі. Їх проводив Бартон Стоун, і у них взяло участь близько 20 000 осіб. Численні пресвітеріанські, баптистські та методистські служителі брали участь у богослужіннях. Завдяки Бартону Стоуну (1772–1844) та Александру Кемпбеллу (1788–1866) релігійне відродження шляхом табірних зборів стало основним шляхом розширення церкви для методистів та баптистів.
У зв'язку з цими подіями у Кентуккі виникла Кемберлендська пресвітеріанська церква. Табірні збори у Кейн-Рідж також сприяли розвитку реставраційного руху, який виник на основі позаденомінаційних церков, зорієнтованих на повернення до справжнього раннього християнства Нового Заповіту. Основною ідеєю цього руху був акцент на побудові особистих стосунків із Христом. Церкви, вкорінені в американському реставраціонізмі, включають Церкви Христа, Християнську церкву (Учнів Христа) та Євангелічну християнську церкву у Канаді.

### Зростання кількості вірян
Методистські «циркові наїзники» та регіональні баптистські проповідники здобули грандіозне зростання кількості віруючих. Дещо менше зростання було серед пресвітеріан, і то переважно за рахунок Кемберлендської пресвітеріанської церкви, яка відкололася від основної деномінації через те, що дозволяла висвячення священиків, які не мали формальної освіти. У результаті чисельність баптистів та методистів зросла до рівня основних деномінацій колоніального періоду — до рівня англіканців, пресвітеріан та конгрегаціоналістів. На ґрунті релігійних ідей Другого великого пробудження постали такі нові деномінації як Церкви Христа, Християнська церква (Учні Христа), адвентисти сьомого дня та Євангелічна християнська церква у Канаді.
Новонавернені під час Другого великого пробудження були переважно жінками. У період з 1798 до 1826 до віри наверталося три жінки на кожні два чоловіка. Молодь (від 25 років і менше) теж наверталася у дуже великій кількості, тож основне зростання вірян відбувалося за рахунок юних жінок.

## Підгрупи

### Адвентизм
Адвентистський рух постав у Північній Америці у 1830–1840-х роках і проповідувався, зокрема, Вільямом Міллером, чиї послідовники стали відомі як «міллеристи». Назва руху відсилала до віри у близьке друге пришестя (advent) Ісуса Христа і призвела до появи кількох деномінацій, зокрема адвентистів сьомого дня та християн-адвентистів.

### Рух святості
Хоча його коріння лежало ще у Першому великому пробудженні і раніше, під час Другого великого пробудження посилився наголос на весліанському вченні про освячення, який призвів до поділу між традиційним методизмом та церквами святості.

### Реставраційний рух

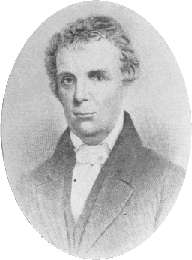
Бартон Стоун.

Ідея відродження первісної форми християнства стала особливо популярною у США після Американської революції. Це прагнення відновити чисту форму християнства без деталізованої ієрархії вплинуло на багато груп під час Другого великого відродження, а саме на мормонів, баптистів та шейкерів.
Кілька факторів зробили рух особливо привабливим у той історичний період:
- Для іммігрантів початку ХІХ століття землі США здавалися недоторканими, райськими і незіпсованими, «чудовим місцем для відновлення чистого, непошкодженого та первісного християнства», де вкорінені у традиціях європейські церкви видавалися чужинськими[22].
- Проста віра, що базувалася лише на Біблії, обіцяла відхід від войовничих суперечок традиційних церков щодо того, хто більш правий, і можливість зосередитися на більш важливих питаннях євангелізації та поширення християнства[23].

Реставраційний рух у США розпочався під час Другого великого пробудження і зазнав великого впливу останнього. Пресвітеріанські основоположники цього руху Томас та Александр Кемпбелли створили й очолили перші групи реставраціоністів, і при цьому негативно відгукувалися про табірні збори, вважаючи їх духовними маніпуляціями. У цей же час рівайвелісти сприяли розвитку іншої великої гілки реставраціонізму, очолюваної Бартоном Стоуном. Зрештою обидві гілки суттєво вплинули одна на одну і навіть на якийсь час об’єдналися.

## Культура і суспільство

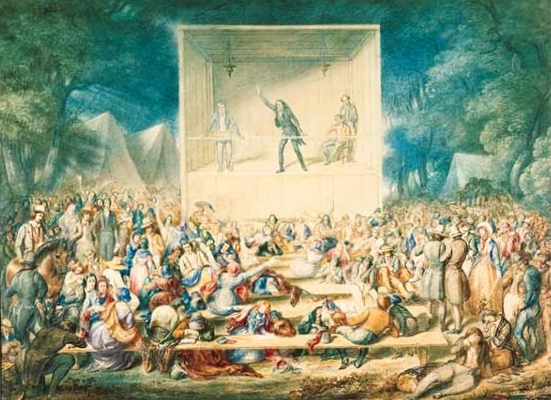
Методистське табірне зібрання у 1839 році.

Спроби застосувати християнське вчення до вирішення соціальних проблем призвели до руху «соціальної проповіді» наприкінці ХІХ століття. Навернених вчили, що для досягнення спасіння вони повинні не лише позбуватися особистих гріхів, а й активно працювати над моральною досконалістю суспільства, що означало викорінення гріхів у всіх їхніх формах. Саме через це навернені євангеліки були провідними фігурами у численних суспільних реформах ХІХ століття у США
Конгрегаціоналісти влаштовували місії для євангелізації північно-західних територій. Їхні учасники діяли як місіонери і як просвітителі та поширювачі північно-східної міської культури. Друге велике пробудження було певним організаційним процесом, який призвів до створення релігійної та освітньої інфраструктури на західному фронтирі, що включала соціальні інституції, релігійну журналістику та пов'язані із церквами коледжі. Друкарські та освітні спільноти пропагували християнську освіту. Найпомітнішою спільнотою з-поміж таких було Американське біблійне товариство, засноване у 1816 році. Жінки брали помітну участь у діяльності цих нових спільнот. Жіноче місіонерське товариство та Материнська асоціація були дуже добре організованими і фінансово забезпеченими жіночими організаціями, завдяки яким відбувалося більшість євангелічних навернень у штаті Нью-Йорк.
Із Другим великим пробудженням також пов'язаний рух тверезості, котрий, зрештою, призвів до «сухого закону», а також рухи, що призвели до реформ у пенітенціарній системі.

### Раби і вільні африканці
Баптисти і методисти на півдні США проповідували як власникам рабів, так і самим рабам. Навернення та конгрегації, які почалися під час Першого великого пробудження, призвели до того, що баптистські та методистські проповідники користувалися повагою серед рабів та вільних афроамериканців ще до 1800 року. «Чорний Гаррі» Госьєр, неписьменний звільнений раб, який возив пастора Френсіса Есбері на своєму коні, знав напам’ять величезні фрагменти із Біблії і мав величезний успіх не лише серед чорного населення, а й серед білого. Його проповідь у Чапелтауні, штат Делавер, у 1784 році була першою проповіддю чорношкірого проповідника безпосередньо до білої аудиторії.
Попри те, що Гаррі Госьєра Бенджамін Раш назвав «кращим оратором Америки», а єпископ Томас Кук «одним із кращих у світі», його так і не висвятили на священика і він не мав права голосу на Різдвяній конференції, яка формально встановила початок американському методизму. Річард Аллен, інший чорношкірий член церкви, був висвячений методистами у 1799 році, але його конгрегація вільних чорношкірих у Філадельфії залишила тамтешню церкву через дискримінацію. Вони заснували Африканську методистську єпископську церкву (AME) у Філадельфії. Якийсь час чорні конгрегації зверталися до білих методистських єпископів за посвяченнями, але згодом покинули це і сформували першу незалежну афроамериканську деномінацію у США у 1816 році. Дещо згодом у Нью-Йорку також була сформована незалежна Африканська методистська єпископська церква Сіону (AME Zion). 
У південній Кароліні та Вірджинії ранні баптистські конгрегації складалися переважно з рабів та вільних афроамериканців. У Баптистській церкві афроамериканців приймали найбільш привітно і як членів, і як проповідників. На початку ХІХ сторіччя незалежні афроамериканські конгрегації на півдні США сягнули числа у кілька сотень. Зі зростанням кількості релігійних громад були сформовані баптистські асоціації у Вірджинії, Кентуккі та інших штатах.
Рівайвелізм також надихнув рабів вимагати свободу. У 1800 році під час афроамериканських рівайвелістських зібрань Ґабріелем Проссером було розроблено план повстання, який, утім, було розкрито і придушено. Попри спроби білих контролювати незалежні афроамериканські конгрегації, особливо після повстання Ната Тернера у 1831 році, багато афроамериканських релігійних громад відділилися як незалежні у баптистських асоціаціях. Державні органи видали закони, які вимагали від них обов'язкової присутності на богослужінні та зібраннях білої людини.

### Жінки
Жінки, які складали основну кількість новонавернених під час Другого великого пробудження, зіграли ключову роль у його розвитку та спрямуванні. Не зовсім зрозуміло, чому жінок приходило у церкву більше, аніж чоловіків. Припускають, що це пояснюється або більшою вродженою релігійністю жінок, або реакцією на економічну незахищеність, або можливістю для самореалізації у патріархальному суспільстві. На півдні навернення жінок часто призводило до сімейних розривів, оскільки чоловіки дуже часто виступали проти цього. Членство у церкві та релігійна діяльність давали жінкам можливість брати участь у значущій діяльності за межами дому.
Віруючі жінки займалися місіонерською та просвітницькою діяльністю, їм доручали навчання та виховання дітей і підлітків, і вона займали важливі посади у церковних структурах, які цим опікувалися. З'явилися жіночі молитовні групи, які були першою суспільно прийнятною формою суто жіночих організацій. Завдяки керівним позиціям у подібних товариствах жінки стали отримувати вплив за межами сфери особистого життя.
Зміна ґендерного складу дещо вплинула і на релігійну доктрину. Для того, щоби проповідь краще резонувала зі слухачами, проповідники стали частіше наголошувати на доброті та милосерді Христа, що історик Барбара Велтер назвала «фемінізацією» християнства.

## Основні фігури
- Річард Аллен, засновник Африканської методистської єпископської церкви
- Френсіс Есбері, засновник американського методизму
- Генрі Вард Бічер, пресвітеріанин
- Лімен Бічер, пресвітеріанин
- Антуанетта Браун Блеквелл, конгрегаціоналіст і згодом унітаріанець, перший висвячений служитель-жінка у США
- Александр Кемпбелл, пресвітеріанин і ранній лідер реставраціонізму
- Томас Кемпбелл, пресвітеріанин і ще один ранній лідер реставраціонізму
- Пітер Картрайт, методист
- Лоренцо Доу, методист
- Тімоті Дуайт IV, конгрегаціоналіст
- Чарльз Фінні, пресвітеріанин і антикальвініст
- «Чорний Гаррі» Гозьєр, перший афроамериканець, який проповідував білій аудиторії
- Енн Лі, шейкер
- Джарена Лі, методист, місіонер
- Вільям Міллер, засновник адвентизму
- Асагел Неттлтон, реформаторська церква
- Бенджамін Ренделл, баптист
- Джозеф Сміт, Церква Ісуса Христа святих останніх днів
- Бартон Стоун, пресвітеріанин і антикальвініст, один із ранніх лідерів реставраційного руху
- Натаніель Вільям Тейлор, неортодоксальний кальвініст
- Еллен Вайт, Церква адвентистів сьомого дня

## Вплив на політику
Прагнення до відродження та вдосконалення людей і суспільства зростали з 1840 до 1865 у всіх основних християнських деномінаціях, особливо у містах. Євангеліки безпосередньо звертали увагу на такі проблеми як рабство, жадібність та бідність, що заклало фундамент для подальших політичних реформ у США. Вплив Другого великого відродження продовжився у формі більш секулярних рухів. Американські християни розпочали прогресивні рухи задля реформи суспільства у цей період. Вони спричинили реформи спрямовані на боротьбу зі вживанням алкоголю, за права жінок, за заборону рабства тощо.
Релігійний ентузіазм Другого великого пробудження відбився і на новому політичному ентузіазмі у зв’язку з введенням двопартійної системи. Можливість для більшої частини громадян брати участь у політичному житті внесли релігійні та моральні питання у політичну сферу. Євангелічні гуманітарні реформи впроваджувала партія віґів.
Історики наголошують на тому, що більшість учасників політичних реформ у США були переконані, що це план Бога. У результаті цього місцеві церкви бачили свою роль у суспільстві не лише шляхом очищення світу через окремих людей, які здобуваються спасіння, а й через зміни у законодавстві та через створення різних інституцій. Хоча протестантизм і раніше відігравав значну роль в американській політиці, однак Друге велике пробудження суттєво посилило цю роль.